# Messac (Ille-et-Vilaine)
Messac (bretonisch: Mezeg; Gallo: Meczac) ist eine Ortschaft und eine Commune déléguée in der französischen Gemeinde Guipry-Messac mit 3.204 Einwohnern (Stand: 1. Januar 2018) im Département Ille-et-Vilaine in der Region Bretagne. Die Einwohner werden Messacois genannt.

## Geografie
Messac liegt etwa 32 Kilometer südsüdwestlich von Rennes am östlichen Ufer des Flusses Vilaine. Umgeben wird Messac von den Nachbarorten Saint-Malo-de-Phily im Norden, Pléchâtel im Nordosten, Bain-de-Bretagne im Osten, La Noë-Blanche im Osten und Südosten, Sainte-Anne-sur-Vilaine im Süden, Langon im Südwesten sowie Guipry im Westen.
Durch die Gemeinde führt die frühere Route nationale 772. Der Ort hat einen Bahnhof „Messac-Guipry“ an der Bahnstrecke Rennes–Redon.

## Geschichte
Im Jahre 843, als Messac noch als Metiacus bekannt war, kämpften Lambert II. von Nantes und seine Verbündete, der Wikingerfürst Hasting und der Bretonenfürst Nominoë, gegen Renaud von Herbauges in der Schlacht von Messac, die Renaud für sich entscheiden konnte. Der anschließende Kampf bei Blain endete dann für Renaud tödlich und erfolgreich für Lambert II.
Im 13. Jahrhundert bestand hier eine Kommandantur der Tempelritter, die heute noch als Bauwerk sichtbar ist.
Die Gemeinde Messac wurde mit Wirkung vom 1. Januar 2016 mit Guipry zur Commune nouvelle Guipry-Messac zusammengelegt. Sie gehörte zum Arrondissement Redon und war Teil des Kantons Redon (bis 2015: Kanton Bain-de-Bretagne).

## Bevölkerung
| Jahr      | 1962  | 1968  | 1975  | 1982  | 1990  | 1999  | 2006  | 2012  | 2018  |
| --------- | ----- | ----- | ----- | ----- | ----- | ----- | ----- | ----- | ----- |
| Einwohner | 2.175 | 2.169 | 2.212 | 2.232 | 2.276 | 2.243 | 2.544 | 2.907 | 3.204 |

## Sehenswürdigkeiten
- Kirche Saint-Abdon-et-Saint-Sennen
- Kapelle der Templerkommandantur aus dem 13. Jahrhundert (sog. Temple de la Coëfferie), Monument historique
- Flusshafen, seit dem 11. Jahrhundert nachgewiesen, ursprünglicher Flusshafen von Rennes
- Schloss Bœuvres, Anfang des 17. Jahrhunderts erbaut, 1900 restauriert
- Schloss Le Hardaz, Wehranlage aus dem Mittelalter, Ruinen des Schlosses aus dem 17. Jahrhundert
- Schloss La Pommeraie, in der ersten Hälfte des 17. Jahrhunderts erbaut
- Schloss Vautenet aus dem 16. Jahrhundert mit Kapelle aus dem 17. Jahrhundert
- Menhire von Les Grées
- Wassermühle Raulin
- Windmühlen von Croméré und von Bodel

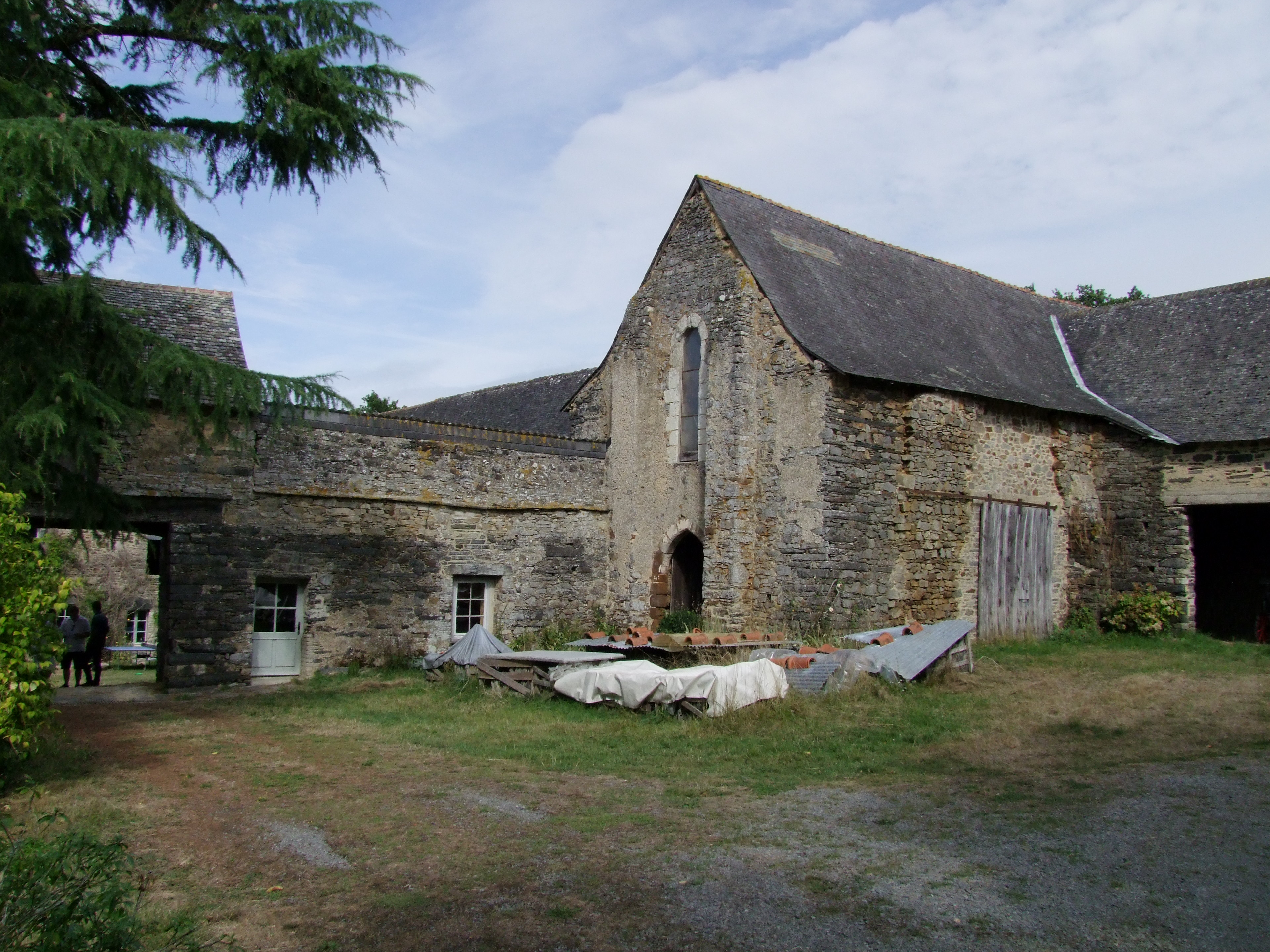
Templerkapelle
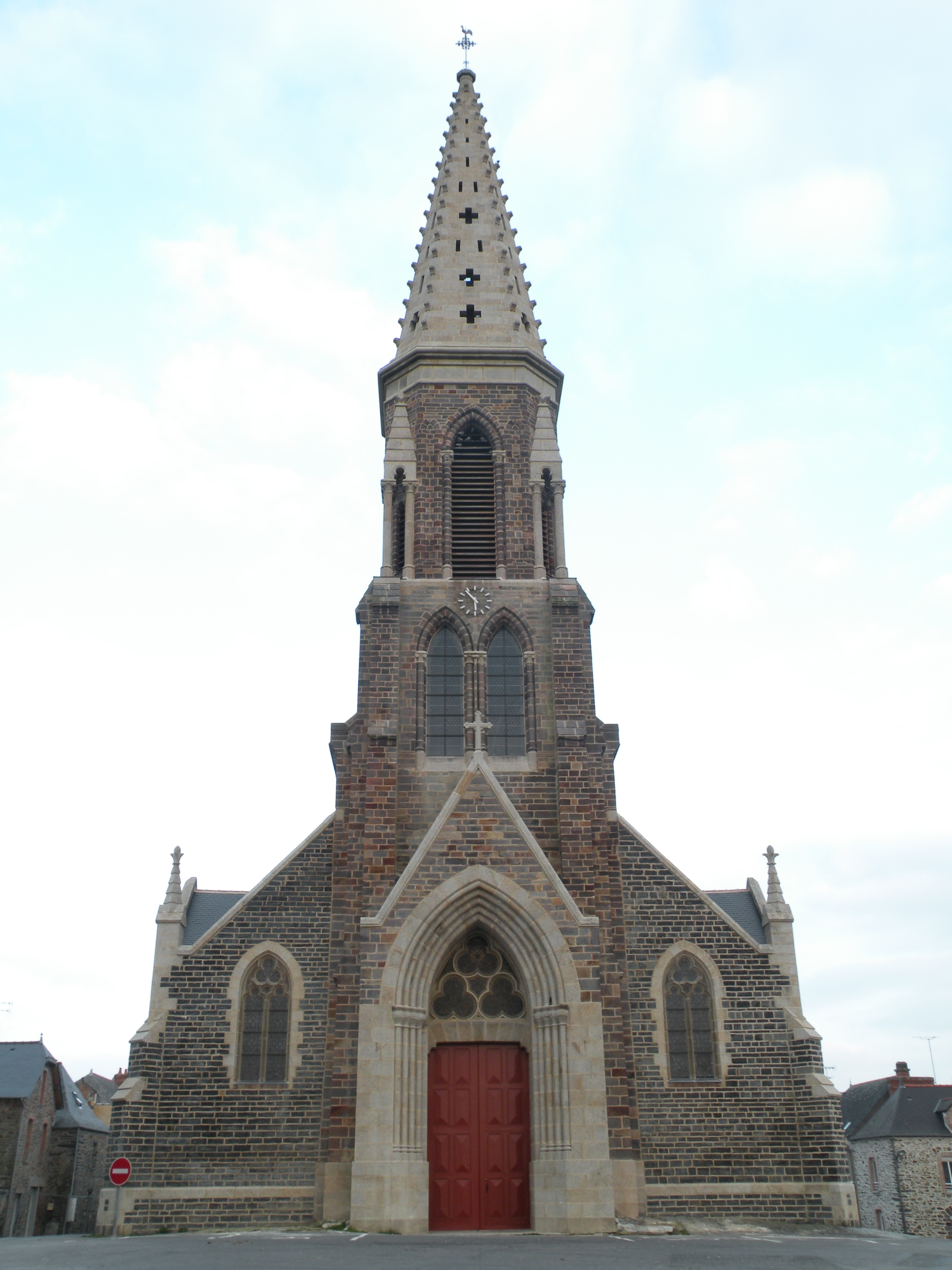
Kirche Saint-Abdon-et-Saint-Sennen
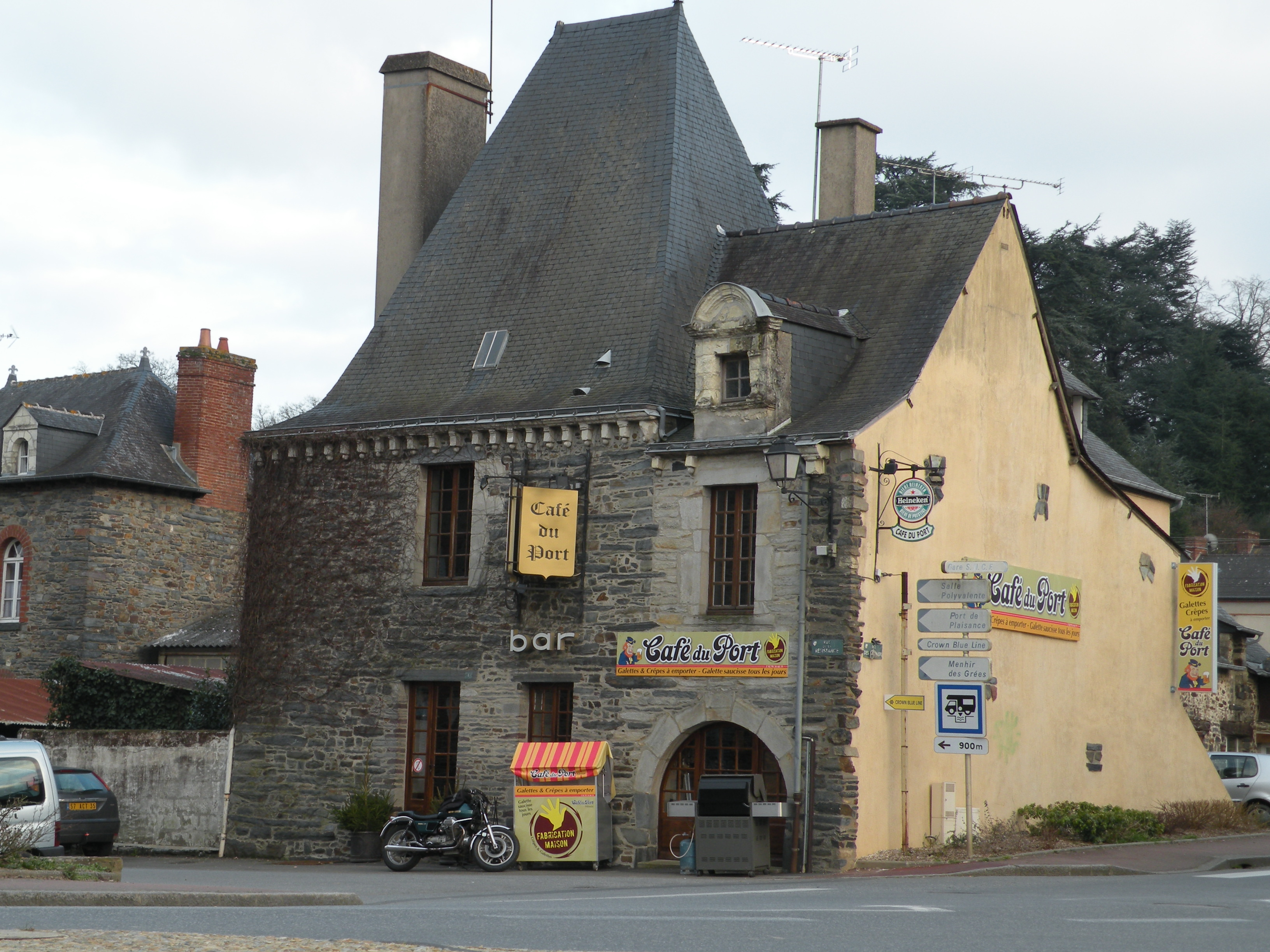
Alte Hafenhäuser (heutiges Café du port)
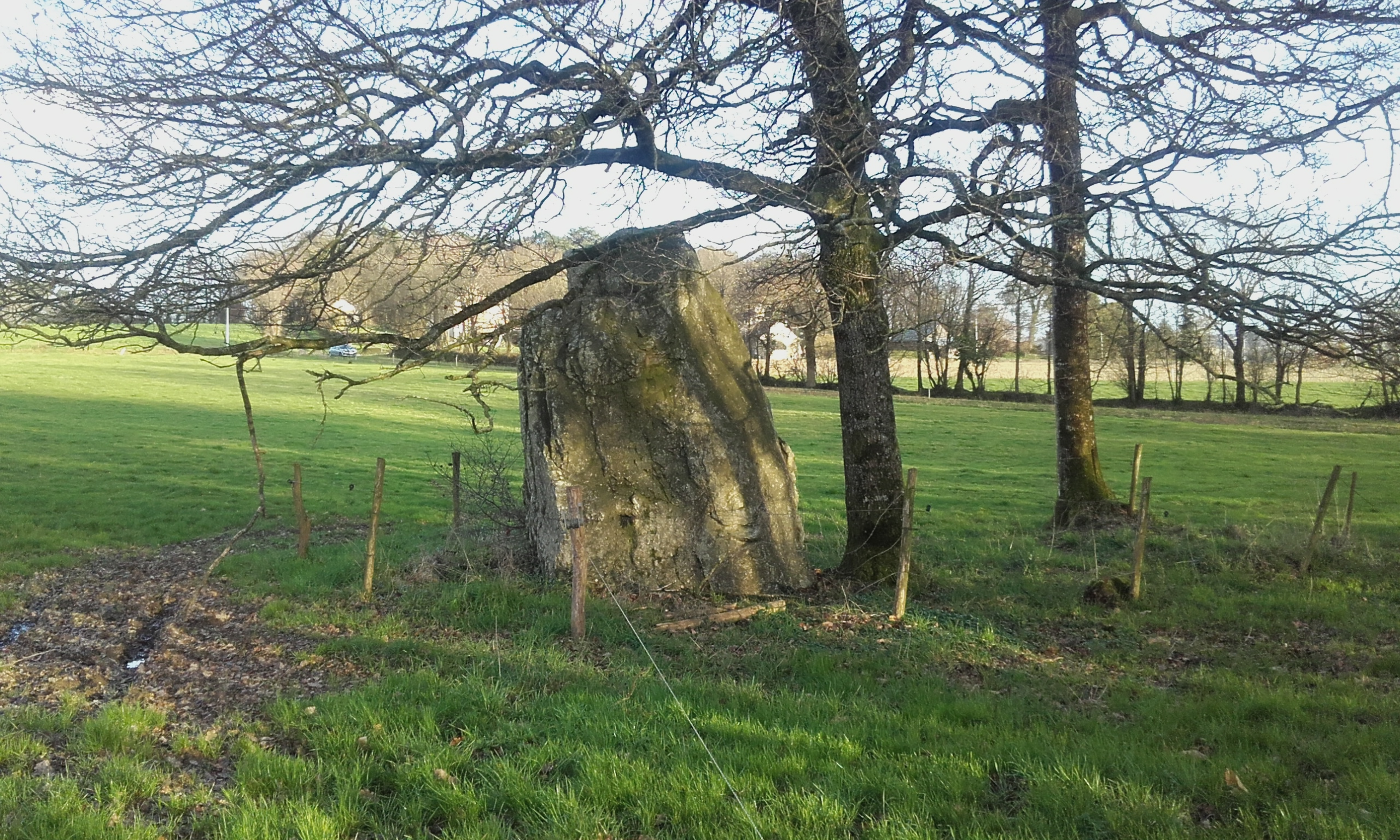
Menhir de la Riochais